# 小池夏美
小池 夏美（こいけ なつみ、1991年8月15日 - ）は、日本のタレント。宮崎県出身。
宮崎県延岡市の私立中学校・高等学校聖心ウルスラ学園高等学校（中高一貫教育校）卒業。セントラルスポーツ × 「ホリプロフィットネスタレントオーディション」第1回 九州グランプリ受賞。

## 来歴
- 2008年6月22日、スポーツクラブのセントラルスポーツとホリプロの共同企画で開催された『第1回 フィットネスタレント・オーディション〜スポドルを探せ!』において、応募総数5250人の中から初代九州グランプリを受賞。

## 人物
- 2005年、第30回ホリプロタレントスカウトキャラバンから応募し毎年地方予選最終で落選。
- 4歳からピアノを習う。
- 父は空手の指導者で小学3年生から空手を始める。
- 2014年から犬を飼っており、犬種はビション・フリーゼ　名前は非公開となっている。
- 聖心ウルスラ学園高等学校在学中、二学年上に読売ジャイアンツに所属する田原誠次がいた。

## 資格
- 食生活アドバイザー
- 日本野菜ソムリエ協会認定 ジュニア野菜ソムリエ
- 日本野菜ソムリエ協会認定 ジュニアアスリートフードマイスター
- 空手 初段
- 普通自動車免許
- 裏千家茶道　初級
- ホームヘルパー 2級
- 日本エステティック協会 認定フェイシャル
- 日本ネイリスト協会 ジェルネイル検定 初級
- 日本ネイリスト協会 ネイリスト1級

## 出演

### テレビ
- ドォーモ。九州一の美女探しています。（2013年10月、KBC九州朝日放送）暫定一位
- 痛快!明石家電視台～明石家電視台In福岡（2013年9月23日、毎日放送）
- 〜裏ネタワイド〜 DEEPナイト（2014年7月17日・8月14日、テレビ東京）ゲスト出演
- 週末パラダイス（2014年10月10日・17日・24日・31日・11月21日・28日・12月5日・12日、テレビ東京）